# Mir Djalal Pashayev
Mir Djalal Ali oglu Pachayev (en azéri : Mir Cəlal Əli oğlu Paşayev), né en 1908 et mort en 1978, est un écrivain azerbaïdjanais. 

## Biographie
Mir Djalal Pachayev est né en 1908 dans une famille paysanne, près d'Ardabil. Les frais de sa scolarité primaire sont assurés par une association caritative. 
Entre 1923 et 1928, il est élevé au collège pédagogique de Gandja, puis il enseigne pendant deux ans dans les écoles de Gandja et Gedabek. 
En 1930, il réalise des études littéraires à l'Institut pédagogique oriental de Kazan (République socialiste soviétique autonome tatare).
De retour en Azerbaïdjan, il entre au cours de troisième cycle de l'Institut national de recherche de l'Azerbaïdjan à Bakou.
De 1933 jusqu'à la fin de sa vie, il enseigne en tant que professeur, chef du département d'histoire de la littérature azerbaïdjanaise à l'Université d'État d'Azerbaïdjan. 
En 1940, il soutient sa thèse de candidat des sciences en littérature sur « Les traits poétiques de la poésie de Fuzuli ».
Il soutient en 1947 sa thèse de doctorat sur le thème  des écoles littéraires d'Azerbaïdjan. Il obtient également son doctorat de philologie[réf. nécessaire]. 
En 1969, Mir Djalal Pachayev est nommé scientifique émérite de la RSS d'Azerbaïdjan pour ses contributions à la littérature scientifique.  

## Œuvre littéraire
L'œuvre de Mir Djalal Pachayev se compose principalement d'écrits satiriques et humoristiques, de romans et de nouvelles. Il est l'auteur d'une cinquantaine d'ouvrages artistiques, scientifiques et journalistiques, de plus de 500 articles, revues et autres ouvrages et manuels scientifiques et théoriques.

## Ordres, médailles et récompenses
- Ordre de la Révolution d'Octobre
- Ordre de la bannière rouge du travail
- Ordre de l'insigne d'honneur
- Médaille pour la défense du Caucase
- Médaille «Pour le travail vaillant dans la Grande Guerre patriotique 1941-1945».
- Prix du Komsomol